# Helmut Jawurek
Helmut Jawurek (* 6. Juli 1963 in Neumarkt in der Oberpfalz) ist ein deutscher Politiker (CSU).

## Ausbildung und Beruf
Helmut Jawurek studierte nach seinem Abitur 1984 Politikwissenschaften und Betriebswirtschaftslehre an der Universität Regensburg. Er war Fremdenverkehrsreferent, später Vorsitzender des Fremdenverkehrsvereins Neumarkt.
Er ist Mitglied der katholischen Studentenverbindungen KDStV Rupertia Regensburg im Cartellverband und der KÖStV Aargau Wien im Österreichischen Cartellverband.

## Partei
1980 wurde er Mitglied der CSU.
Jawurek war Mitglied der Schüler Union, deren stellvertretender Bezirksvorsitzender der Oberpfalz. Von 1984 bis 1992 war er Ortsvorsitzender der Jungen Union, von 1987 bis 1989 stellvertretender Bezirksvorsitzender der Jungen Union Oberpfalz, seit 1991 Bezirksvorsitzender.
Zwischen 1987 und 1989 hat er in der Grundsatzkommission der Jungen Union Deutschland mitgearbeitet, seit 1989 war er Mitglied der internationalen Kommission. Von 1989 bis 1991 war er im Deutschlandrat der Jungen Union engagiert, seit 1989 Leiter des Arbeitskreises Wirtschaft und Finanzen der Jungen Union Bayern.
Helmut Jawurek ist seit 1993 Mitglied des CSU-Kreisvorstandes, seit 1991 Mitglied des CSU-Bezirksvorstandes Oberpfalz, seit 1992 Mitglied im CSU-Fachausschuss Außenpolitik.
Er ist seit 1. Mai 1990 Mitglied des Stadtrates der Stadt Neumarkt und CSU-Stadtverbandsvorsitzender.

## Abgeordneter
Helmut Jawurek war in der 13. Wahlperiode vom 10. November 1994 bis 26. Oktober 1998 Mitglied des Deutschen Bundestages. Er wurde über die Landesliste der Christlich-Sozialen Union in Bayern gewählt. Bei den Bundestagswahlen von 1998 und 2002 kandidierte er erneut, verfehlte aber in beiden Fällen aufgrund zu schlechter Listenplätze den Einzug. 
Er war ordentliches Mitglied des Ausschusses für Familie, Senioren, Frauen und Jugend Ausschuss für wirtschaftliche Zusammenarbeit und Entwicklung Enquete-Kommission Sogenannte Sekten und Psychogruppen. Zudem gehörte er dem Ausschuss für Gesundheit als stv. Mitglied an.